# Fritz Szepan
Friedrich "Fritz" Szepan (2 de setembre de 1907 - 14 de desembre de 1974) fou un futbolista alemany de la dècada de 1930.
Fou 34 cops internacional amb la selecció alemanya amb la qual participà en la Copa del Món de futbol de 1934 i 1938.
Pel que fa a clubs, defensà els colors de FC Schalke 04.